# Liste des codes OACI des aéroports/F
Pour un article plus général, voir Liste des codes OACI des aéroports.
- A
- B
- C
- D
- E
- F
- G
- H
- I
- J
- K
- L
- M
- N
- O
- P
- Q
- R
- S
- T
- U
- V
- W
- X
- Y
- Z

Format des données :
- Code OACI (code AITA) – Nom de l'aérodrome – Ville desservie (département) – Altitude aérodrome – Nombre de pistes (remarques)

## FA -Afrique du Sud
- FABL (BFN) -  Aéroport international de Bloemfontein - 1359 m alt - 2 pistes
- FACT (CPT) -  Aéroport international du Cap - 46 m alt - 1 piste
- FADN (DUR) -  Aéroport International de Durban - KwaZulu-Natal - 7 m alt - 1 piste
- FAGG (GRJ) - Aéroport de George - 195 m alt - 1 piste (+1 fermée)
- FAJS (JNB) - Aéroport international  OR Tambo - Johannesburg - 2 m alt  - 2 pistes
- FALA (HLA) - Aéroport international de Lanseria - 1200 m alt  - 2 pistes
- FALW (SDB) - Base aérienne de Langebaanweg - 33 m alt  - 4 pistes
- FAMD (AAM) - Aéroport de Mala Mala - 343 m alt - 1 piste

## FB -Botswana
- FBSK (GBE) -  Aéroport international de Gaborone (Sir Seretse Khama) - 1 000 m alt - 1 piste
- FBMN (MUB) - Aéroport International de Maun  - 943 m alt - 1 piste

## FC -République du Congo
- FCBB  (BZV) - Aéroport international Maya-Maya - Brazzaville  - 3 m alt - 1 piste
- FCPP  (PNR) - Aéroport international Antonio-Agostino-Néto - Pointe Noire  - 17 m alt - 1 piste

## FD -Swaziland
- FDMS  (MTS) - Aéroport international de Matsapha - Manzini  - 632 m alt - 1 piste

## FE -République centrafricaine
- FEFF  (BGF) - Aéroport international de Bangui M'Poko - Bangui - 368 m alt - 1 piste

## FG -Guinée équatoriale
- FGSL  (SSG) - Aéroport de Malabo ou aéroport de Santa Isabel - Punta Europa - 2 m alt - 1 piste
- FGBT  (?) - Aéroport de Bata - 4 m alt - 1 piste

## FI -Ile Maurice
- FIMP : Aéroport international Sir Seewoosagur Ramgoolam- Plaisance - 57 m alt - 1 piste
- FIMR : Aéroport de Plaine Corail

## FK -Cameroun
- FKKD  (DLA) - Aéroport international de Douala - Douala - 2 m alt - 1 piste
- FKKR  (GOU) - Aéroport international de Garoua - Garoua
- FKYS  (NSI) - Aéroport international de Yaoundé-Nsimalen - Yaoundé - 2278 ft alt
- FKKY  (YAO) - Aéroport de Yaoundé-Ville - Yaoundé - 1 piste

## FL -Zambie
- FLLS  (LUN) - Aéroport international de Lusaka - Lusaka - 1 m alt - 2 pistes

## FM -Comores,Mayotte,RéunionetMadagascar
Voir aussi Liste des aérodromes français (triée par département)
ou Liste des codes OACI des aéroports français (triée par code OACI pour la France y compris outremer)
ou Catégorie:Aéroport français

### Comores
- FMCH : Aéroport international Prince Said Ibrahim

### Mayotte
- FMCZ  (DZA) –  Aéroport de Dzaoudzi-Pamandzi  – Dzaoudzi (976) – 7  m alt – 1 piste

### Réunion
- FMEE  (RUN) –  Aéroport de La Réunion Roland-Garros  – Saint-Denis Gillot (974) – 20  m alt – 2 pistes
- FMEP  (ZSE) –  Aéroport de Pierrefonds  – Saint-Pierre (974) – 18  m alt – 1 piste

### Madagascar
- FMMI  (TNR) - Aéroport international d'Ivato - Antananarivo - 1 m alt - 1 piste
- FMMT (TMM) - Tamatave/Toamasina - 1 piste
- FMNN (NOS) - Nosy Be

## FN -Angola
- FNMA  (MEG) -  Aérodrome de Malanje - Malanje
- FNMO  (MSZ) - Aérodrome de Namibe - Lusaka - 64 m alt - 1 piste
- FNLU  (LAD) - Aéroport Quatro de Fevereiro (4 February Airport) - Luanda - 74 m alt - 2 pistes
- FNLA  (SZA) - Aérodrome de Soyo - Soyo

## FO -Gabon
- FOOL  (LBV) - Aéroport international Léon-Mba - Libreville - 12 m alt - 1 piste
- FOON  (MVB) - M'Vengue El Hadj Omar Bongo Ondimba - Franceville
- FOOG  (POG) - Aéroport international de Port-Gentil - Port-Gentil

## FP -Sao Tomé-et-Principe
- FPPR  (PCP) - Aérodrome de Principe - Santo Antonio (île de Principe)
- FPST  (TMS) - Aéroport international de Sao Tomé - Sao Tomé (île de Sao Tomé)

## FQ -Mozambique
- FQMA  (MPM) - Aéroport international de Maputo - Maputo - 44 m alt - 2 pistes

## FS -Seychelles
- FSIA  (SEZ) - Seychelles international Airport - Mahé - 3 m alt - 1 piste

## FT -Tchad
- FTTJ  (NDJ) - Aéroport international de N'Djaména - N'Djamena - 295 m alt - 1 piste

## FV -Zimbabwe
- FVHA  (HRE) - Aéroport international d'Hararé - Harare - 1 m alt - 1 piste
- FVBU  (BUQ) - Aéroport international de Joshua Mqabuko Nkomo - Bulawayo

## FW -Malawi
- FWCL  (BLZ) - Aéroport International Chileka - Blantyre - 779 m alt - 2 pistes
- FWKI  (LLW) - Aéroport international de Lilongwe - Lilongwe - 1 piste

## FX -Lesotho
- FXMM  (MSU) - Aéroport international de Maseru (Moshoeshoe I) - Maseru - 1 630 m alt - 2 pistes

## FY -Namibie
- FYWH  (WDH) - Aéroport international Hosea Kutako de Windhoek - Windhoek - 1719 m alt - 2 pistes

## FZ -République démocratique du Congo
- FZAA  (FIH) - Aéroport international de Ndjili - Kinshasa - 313 m alt - 1 piste
- FZCD (?) - Aérodrome de Vanga (Bandundu)
- FZIA (?) - Aéroport de Simisini - Kisangani
- FZIC  (FKI) - Aéroport international de Bangoka - Kisangani
- FZNA  (GOM) - Aéroport international de Goma